# Zappa Records
Zappa Records er et pladeselskab grundlagt af den amerikanske musiker Frank Zappa i 1977. Selskabet blev oprettet som en platform for Zappa til at udgive sin egen musik efter hans afsked med Warner Bros. Records.. Zappa Records har udgivet en række af Zappas egne album samt værker af andre kunstnere, der er tilknyttet Zappa

## Historie
Efter en langvarig tvist med Warner Bros. Records om rettighederne til hans musik, besluttede Frank Zappa at danne sit eget pladeselskab. Formålet med Zappa Records var at give ham fuld kontrol over sin musikalske produktion og distribution. Den første udgivelse på Zappa Records var dobbeltalbummet "Sheik Yerbouti" i 1979, som blev en af Zappas mest kommercielt succesfulde plader.

## Udgivelser
Zappa Records har stået bag udgivelsen af mange af Zappas senere værker. Nogle af de mest bemærkelsesværdige udgivelser inkluderer:
- Sheik Yerbouti (1979) – et dobbeltalbum kendt for sin blanding af rock, komedie og satire, samt hits som "Bobby Brown Goes Down" og "Dancin' Fool".
- Joe's Garage (1979) – en rockopera i tre akter, der fortæller historien om en ung mands eventyr i musikbranchen og samfundets undertrykkelse af kreativitet.
- Tinsel Town Rebellion (1981) – et livealbum med satire over musikindustrien og amerikansk kultur.
- Shut Up 'n Play Yer Guitar (1981) – en samling af instrumentale guitarstykker, der viser Zappas virtuositet på guitaren.
- You Are What You Is (1981) – et dobbeltalbum, der blander rock, funk og satire med skarpe tekster om amerikansk kultur og politik.
- Ship Arriving Too Late to Save a Drowning Witch (1982) – indeholder hitsangen "Valley Girl", som blev en kommerciel succes.
- The Man from Utopia (1983) – et album, der kombinerer live- og studieoptagelser med humoristiske og satiriske tekster.
- Them or Us (1984) – et dobbeltalbum, der indeholder en blanding af rock, blues og eksperimentelle stykker.
- Thing-Fish (1984) – et satirisk musikalbum, der kritiserer racisme, seksuel undertrykkelse og regeringens politik.
- Jazz from Hell (1986) – et instrumentalt album, der vandt en Grammy Award for Best Rock Instrumental Performance.

## Indflydelse
Oprettelsen af Zappa Records markerede en vigtig milepæl i musikbranchen. Frank Zappa blev en pioner inden for kunstnerisk frihed og uafhængighed, og Zappa Records har spillet en afgørende rolle i at opretholde og udbrede hans omfattende katalog. Selskabet har også været et eksempel på, hvordan en kunstner kan forvalte sin egen karriere og opnå kommerciel succes uden at gå på kompromis med den kreative vision.

## Senere udvikling
Efter Frank Zappas død i 1993 har hans familie, især hans enke Gail Zappa og senere deres børn, fortsat med at drive Zappa Records. Selskabet har stået bag genudgivelser af Zappas bagkatalog samt udgivelsen af hidtil uudgivne optagelser og koncerter, hvilket har sikret, at Zappas musikalske arv lever videre. Derudover har Zappa Records udgivet flere bokssæt og samlinger, der dokumenterer Zappas omfattende liveoptrædener og studiearbejde.